# ایراهاندا
ایراهاندا (به لاتین: Irahanda) یک منطقهٔ مسکونی در سری‌لانکا است که در استان مرکزی (سری‌لانکا) واقع شده‌است.